# Holger Hansson
Holger Valdemar Hansson (Göteborg, 26 gennaio 1927 – 17 gennaio 2014) è stato un calciatore e allenatore di calcio svedese, di ruolo difensore.

## Carriera

### Club
Ha militato tutta la carriera nel campionato svedese. Al termine della carriera da giocatore ha allenato.

### Nazionale
Con la Nazionale svedese ha preso parte ai Giochi Olimpici del 1952.

## Palmarès

### Giocatore

#### Competizioni nazionali
- Campionato svedese: 1

Goteborg: 1958